# Partido judicial de Badajoz
El Partido Judicial de Badajoz, dependiente de la Audiencia Provincial de Badajoz, es uno de los catorce partidos judiciales tradicionales de la provincia de Badajoz, en la región de Extremadura (España). Constituido a principios del siglo XIX con siete municipios, a principios del siglo XXI cuenta con nueve.
El partido judicial de Badajoz fue fundado en la división administrativa de 1833 con la que se creó la provincia y se la dividió judicialmente. A la ciudad de Badajoz, su capital, le correspondió administrar el partido número cinco. 
En la actualidad está formado por estos municipios:
- La Albuera
- Alburquerque
- Badajoz (con 8 pedanías además de la aldea o dehesa de Bótoa).
  - Alcazaba
  - Alvarado
  - Balboa
  - Gévora
  - Novelda del Guadiana
  - Sagrajas
  - Valdebótoa
  - Villafranco del Guadiana
- Pueblonuevo del Guadiana
- Guadiana
- La Codosera
- Talavera la Real
- San Vicente de Alcántara
- Valdelacalzada[3]
- Villar del Rey

Badajoz cuenta con ocho pedanías o entidades locales menores (Alcazaba, Alvarado, Balboa, Gévora, Novelda del Guadiana, Sagrajas, Valdebótoa, Villafranco del Guadiana), además de la aldea o dehesa de Bótoa (perteneciente al término de Badajoz). La Codosera cuenta con media docena de núcleos dependientes o aldeas como: Bacoco, El Marco, La Rabaza, La Tojera, La Varse y La Vega.

## Juzgados y Tribunales
Badajoz, Partido Judicial Número 5:
- Municipios Juzgados y Tribunales
- Juzgados y Tribunales
- Audiencia Provincial, Sección 1.ª Civil-Penal
- Audiencia Provincial, Sección 2.ª Civil-Penal
- Audiencia Provincial Presidente
- Juzgado de lo Contencioso-Administrativo n.º 1
- Juzgado de lo Contencioso-Administrativo n.º 2
- Juzgado de Instrucción n.º 1
- Juzgado de Instrucción n.º 2
- Juzgado de Instrucción n.º 3
- Juzgado de Instrucción n.º 4
- Juzgado de Menores único
- Juzgado de lo Penal n.º 1
- Juzgado de lo Penal n.º 2
- Juzgado de Primera Instancia n.º 1
- Juzgado de Primera Instancia n.º 2
- Juzgado de Primera Instancia n.º 3
- Juzgado de Primera Instancia n.º 4
- Juzgado de Primera Instancia n.º 5
- Juzgado de Primera Instancia n.º 6
- Juzgado de lo Social n.º 1
- Juzgado de lo Social n.º 2
- Juzgado de lo Social n.º 3
- Juzgado de Vigilancia Penitenciaria n.º 1